# КВ-3
КВ-3 (известный также как Объект 223) — советский опытный тяжёлый танк семейства «КВ». 
Название основного танка и его аббревиатура «КВ» пошла от военного и политического деятеля Советской России и Союза ССР Климента Ворошилова.

## История создания
Летом 1940 года по итогам Зимней войны и сравнительных испытаний было решено закрыть работы по темам тяжёлых танков СМК и Т-100, и сконцентрироваться на развитии и модернизации танка КВ-1, запущенного в серийное производство. 17 июня 1940 года СНК СССР и ЦК ВКП(б) приняли постановление № 1288-495сс, в котором Кировскому заводу указывалось создать на базе танка КВ два танка с бронёй 90-мм (один с 76-мм пушкой Ф-32, другой с 85-мм пушкой), два танка с бронёй 100-мм (один с 76-мм пушкой Ф-32, другой с 85-мм пушкой) и одну самоходную установку (специальный танк) с 152-мм пушкой БР-2.
Разрабатываемый танк с броней 90-мм на Кировским заводе обозначался как «Т-150» (КВ-150 или Объект 150), а танк с броней 100-мм как «Т-220» (КВ-220 или Объект 220). В ноябре и декабре танки были сданы, а с января начали проходить испытания.
В марте 1941 года руководство Красной Армии получило от разведки информацию о том, что в Нацистской Германии разработаны танки с мощным бронированием, уже поступающие на вооружение её вооружённых сил (вермахта). Было решено принять ответные меры.
15 марта 1941 года СНК СССР и ЦК ВКП(б) приказал Кировскому заводу начать выпуск танка Т-150 с серийным названием КВ-3, и несколько изменёнными характеристиками (76-мм пушка Ф-34, двигатель В-5 мощностью 700 л.с.). Тем не менее, уже 7 апреля 1941 года СНК СССР и ЦК ВКП(б) приняло постановление № 827-345сс. В нём определялись новые параметры для танка КВ-3
О танке КВ-3.
1. Во изменение Постановления СНК СССР и ЦК ВКП(б) № 548—232сс от 15 марта 1941 года приказываю:
а) установить броню КВ-3: лоб 115—120 мм, башни 115 мм;
б) вооружить КВ-3 107-мм пушкой ЗИС-6 с начальной скоростью снаряда 800 м/с.
2. Башни КВ-3 изготавливать штампованными с углами наклона не менее 30 градусов под установку 107-мм пушки ЗИС-6, для чего директору Кировского завода т. Зальцману:
а) к 15 апреля 1941 года совместно с Ижорским заводом изготовить и подать Ижорскому заводу чертежи на измененную башню и корпус КВ-3;
б) к 25 апреля 1941 года совместно с Ижорским заводом предъявить на утверждение НКО СССР макет башни КВ-3.
3. Кировскому заводу установить план по изготовлению в 1941 году 500 штук танков КВ-3 со 107-мм пушками ЗИС-6.
4. Директору Кировского завода т. Зальцману принять к сведению и руководству что:
а) Ижорский завод обязан к 20 мая 1941 года подать на Кировском заводе первую штампованную башню и корпус танка КВ-3 с полной механической обработкой и бронировкой артсистемы. В дальнейшем Ижорский завод обязан обеспечить изготовление и обработку этих башен и корпусов по графику выпуска танков КВ-3, утверждённому Правительством;
б) Народный комиссариат вооружения (тов. Ванников), завод № 92 (тов. Елян) и главный конструктор завода № 92 (тов. Грабин) вместе с Кировским заводом обязаны разработать чертежи установки 107-мм пушки ЗИС-6 в башне КВ-3 и к 30 мая 1941 года предъявить в НКО СССР для утверждения;
в) завод № 92 обязан к 25 мая 1941 года подать на Кировский завод 107-мм пушку ЗИС-6 с установочными деталями, установить в башне КВ-3 и вместе с Кировским заводом отработать бронировку системы;
г) завод № 92 НКВ обязан обеспечить подачу Кировскому заводу 107-мм пушек ЗИС-6 на программу 1941 года в следующие сроки:
июль — 45
август — 80
сентябрь — 110
октябрь — 110
ноябрь — 110
и до 15 декабря — 65.

Под эти параметры на базе Т-220 был создан новый проект объект 223, отличавшийся от КВ-1 длиной корпуса, башней и рядом других агрегатов. Изготовление первого прототипа было начато весной 1941 года. Новая башня имела уширенный погон, была спроектирована в форме конуса, что повышало её снарядоустойчивость. Ходовая часть была удлинена, как и у Т-220, из-за возросшей массы. 7 мая государственной комиссии был представлен технический проект и деревянный макет.
Для ускорения работ по испытанию новых узлов и агрегатов нового танка КВ-3 решено было использовать КВ-220. 20 апреля 1941 года КВ-220 догруженный до 70 тонн (расчетной массы КВ-3) и новым двигателем, вышел на испытания. 20 мая танк был отправлен на капитальный ремонт. Помимо текущих доработок на него установили форсированный двигатель В-2СН, который мог развивать максимальную мощность до 850 л.с. Последний этап испытаний проходил с 30 мая по 22 июня и был прерван в связи с начавшейся войной. К этому времени танк прошёл 1985 км.

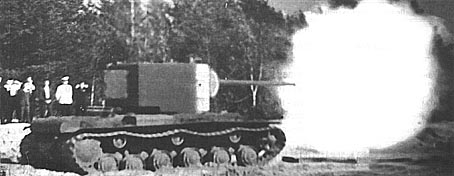
Испытания пушки ЗИС-6 на танке КВ-2, проводившиеся 19 мая 1941 года

Задания на проектирование 107-мм танковой пушки ЗИС-6 с увеличенной баллистикой, получило КБ завода № 92 под руководством В.Грабина, которое уже в мае изготовило новое орудие и успешно испытало его в башне танка КВ-2. До середины июня 1941 года пушка ЗИС-6 проходила заводские испытания, после чего была отправлена на Артиллерийский научно-испытательный полигон под Ленинградом. При проектировании орудия КБ Грабина использовала задел, полученный по 107-мм танковой пушке Ф-42, изготовленной к началу 1941 года по решению Наркомата Обороны СССР и успешно прошедшей заводские испытания на полевом лафете, а в марте 1941 года в башне танка КВ-2. В свою очередь, Ф-42 была создана на базе 95-мм танкового орудия Ф-39, успешно прошедшем испытания в башне танка Т-28 летом 1940 года.
После нападения Германии на Советский Союз танкостроительные программы были серьёзно пересмотрены. Так 26 июня 1941 года вышел приказ № 253 Наркомата Тяжёлого Машиностроения, согласно которому, подготовка производства КВ-3 с Кировского завода снималась и переносилась на Челябинский тракторный завод. В Челябинск высылалась бригада конструкторов, технологов, материалы и опытный образец. На Кировском заводе приоритет отдавался производству танков КВ. Один КВ-3 попал на фронт, еще один образец, без башни и ряда агрегатов, вывезли в Челябинск. По состоянию на февраль 1942 года, данный КВ-3 находился при опытном цеху ОП-2.
Между тем в октябре 1941 года в Челябинск был эвакуирован Кировский завод (после этого он стал называться Челябинский Кировский завод, сокращенно ЧКЗ), а Ижорский завод изготавливающий броню для танков КВ — в Свердловск, на УЗТМ. Опытный образец САУ так и не был закончен до эвакуации завода, а самоходка была разобрана на металл. Так же осенью 1941 года на УЗТМ были эвакуированы завод № 8 им. М. И. Калинина и завод № 37 им. Орджоникидзе. Разрабатывавший двигатель В-5 завод №75 был эвакуирован в Челябинск, а главной его задачей развёртывание производства дизельного двигателя В-2. А производство 107-мм танковых пушек ЗИС-6 на заводе № 92, было остановлено ещё в августе 1941 года, из-за неготовности тяжелого танка. Так из-за загруженности и эвакуаций разработка танка не велась.
Но уже в 1942 году снова были начаты опытные работы по танку КВ-3, по этой же теме проходили «двухтактный дизель мощностью 1200 л.с.» и «форсировка дизеля В-2 наддувом до 1200 л.с.». Однако, всё же к весне 1942 года тему КВ-3 окончательно закрыли.

## В массовой культуре

### В компьютерных играх
КВ-3 представлен в играх Мир танков и Tanks blitz, как исследуемый танк ветки СССР VII уровня.